# 喫水
喫水または吃水（きっすい、アメリカ英語: draft、イギリス英語: draught）とは、船舶が水上にある際に船体が沈む深さ、すなわち船体の一番下から水面までの垂直距離のことである。

## 概要
喫水は船舶の浮き沈みの程度を表し、船舶の積荷、湾岸での安全な航行を確保する上で重要な指標である。このため、湾岸や運河では潮の高さによって入出港が可能な喫水制限（許容喫水）が設けられる。
水面に接する分界線のことを喫水線（きっすいせん、吃水線）という。船の積み荷を増やすと喫水は深くなり喫水線も上昇するが、その分沈没する危険性が高まるため、船に載せられる積荷の限界を満載喫水線（まんさいきっすいせん、満載吃水線）という。
水域施設、係留施設等の港湾施設における岸壁水深に大きく左右され、後から増深することが難しくなる。よって、積載能力の大型化に伴って船舶の喫水は深くなり、湾岸設備の水深も寄港する船の喫水データに従って設計される。

## 標識

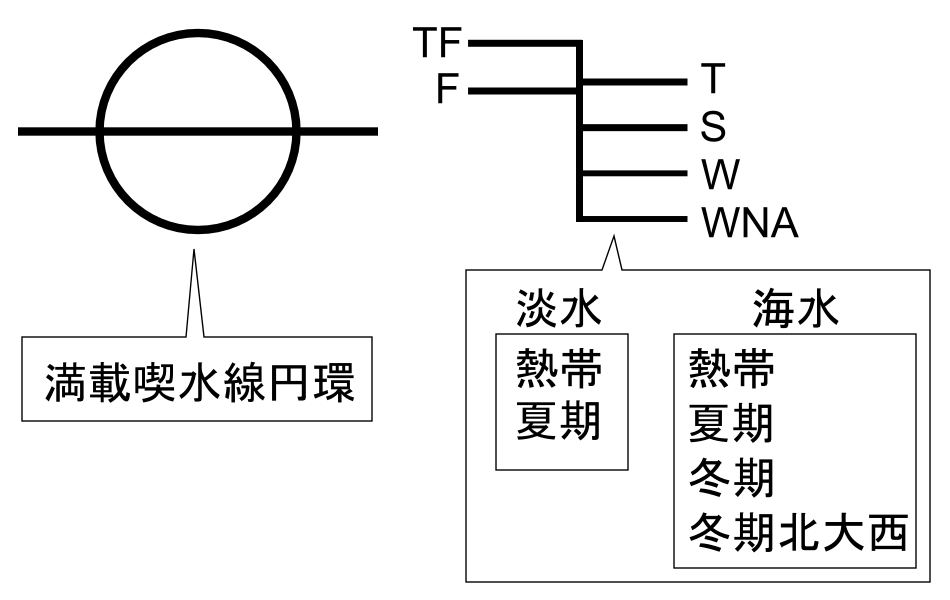
近海以上を航行する船舶に付けられる満載喫水線円環

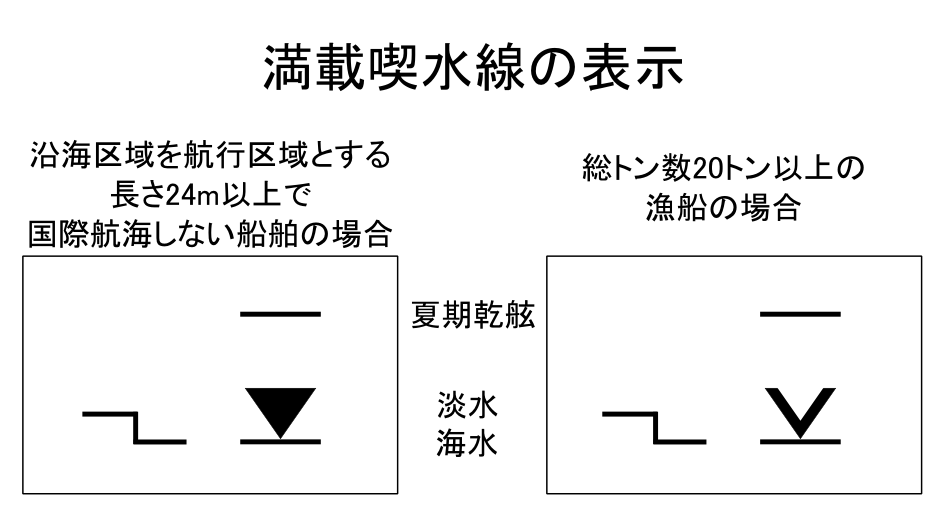
満載喫水線の表示

満載喫水線を示す満載喫水線標識は、船体中央部の両舷に表示されている。ただし、平穏な内水面を航行水域とする船舶などには表示はない。
また船首には、船体の沈み具合を示すドラフトマークが表示されている。

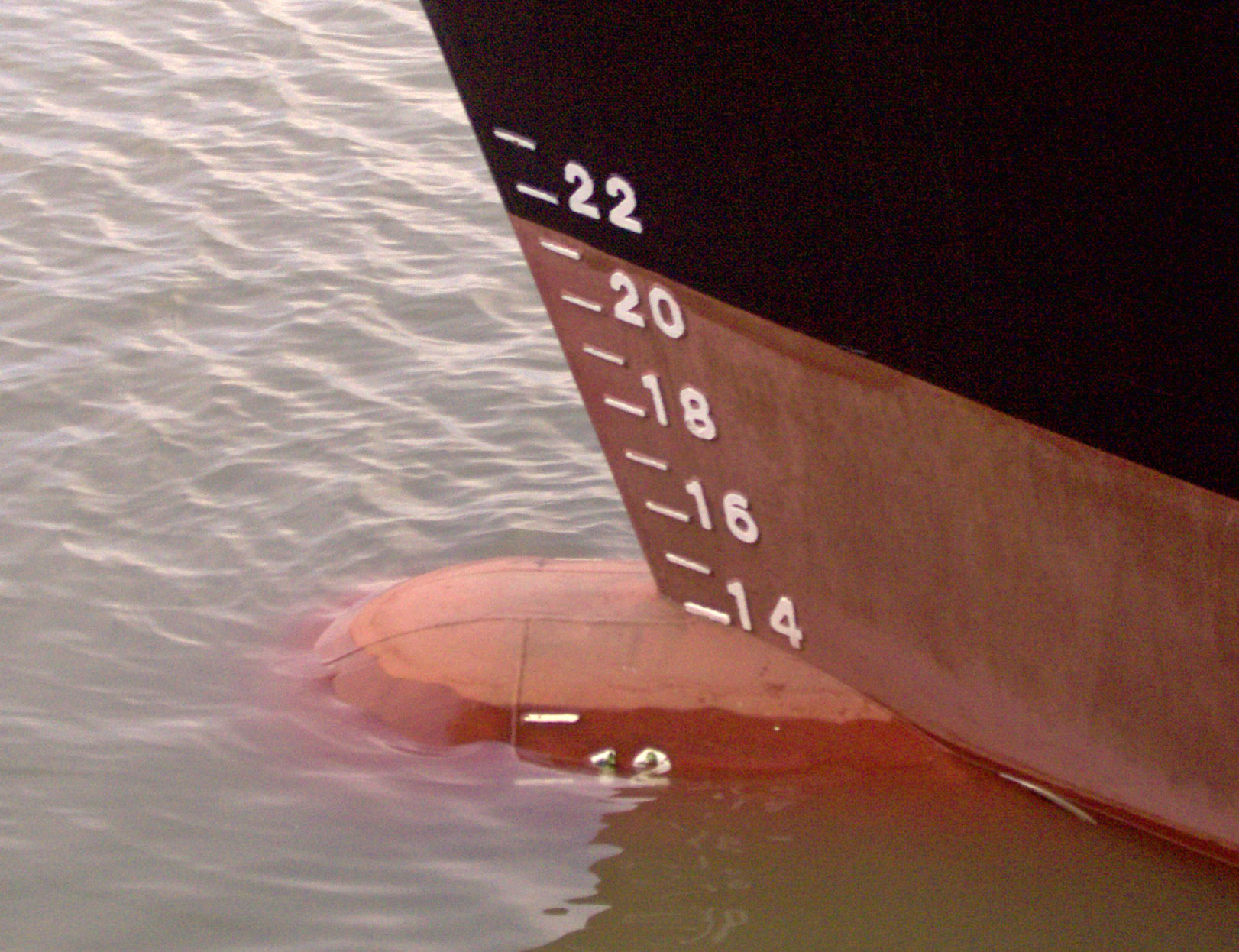
ドラフトマーク（艦首にある喫水目盛）

測定目盛

なお大型船を中心に、満載喫水線より下の船底は赤く塗られていることが多い。これはフジツボなどの海洋生物の付着を防ぐための塗料として使われる防汚剤の主な成分に、亜酸化銅が多いことが理由とされる。
満載喫水は、タンカーや豪華客船などの大型船舶の規模を表す指標としても知られる。中国最大の原油輸入港である青島港における喫水記録では、長らく「アテネの栄誉号」タンカーが21.68メートルを保っていたが、深水路を設けたことによりマーシャル群島船籍の30万トン級マンモス・タンカー「ラファエル号」が停泊して新記録を樹立した。